# Ducati 748
Ducati 748 är en mindre version av motorcykeln Ducati 916 från motorcykeltillverkaren Ducati. Ducati 748 tillverkades mellan åren 1994 och 2002 då den ersattes av Ducati 749.

## Versioner
Ducati 748 tillverkades i flera olika versioner där basmodellen var 748 Biposto. "Biposto" som betyder två säten, började tillverkas 1994. År 1995 presenterades Ducati 748SP, SP som betyder "Sports Production" var en förfinad version av 748 avsedd för bankörning och tävling. 748SP tillverkades 1995–1996. Den ersattes 1996 av 748SPS som tillverkades fram till 1999. Senare modeller som kom att presenteras var Ducati 748E, 748S och 748R. År 2003 ersattes modellen av Ducati 749.